# Smalfjorden (Tana)
Smalfjorden (nordsamisk: Ráttovuotna) er en fjordarm i Tanafjorden i Tana kommune i Troms og Finnmark fylke i Norge. Fjorden har indløb mellem Tjeldneset i vest og Smalfjordneset i øst og går 12 kilometer mod sydvest til Smalfjordbotn i bunden af fjorden. De eneste bebyggelser ved fjorden ligger i den indre del. Her ligger blandt andet bygden Smalfjord på østsiden; Steinvik er en gård på vestsiden. Smalfjord har bådforbindelse med flere vejløse bygder i Tanafjorden. 
Fylkesvej 98 går langs vestsiden af den indre del af  fjorden.